# Lago Wular
Il lago Wular è lo specchio d'acqua più grande del territorio del Jammu e Kashmir, nella parte settentrionale del subcontinente indiano. Situato nel settore del territorio di pertinenza indiana, il lago misura 16 km di lunghezza e 10 di larghezza. È posto all'estremità settentrionale della valle del Kashmir, 32 km a nord/nord-ovest di Srīnagar. La sua superficie varia tra i 30 e i 260 km² a seconda delle stagioni. Il lago tiene sotto controllo la portata del fiume Jhelum, che lo attraversa. Sulla sponda sud-occidentale del lago sorge la città di Sopore, mentre nella parte nord-orientale vi è un'isola che ospita rovine del XV secolo.